# 帝国電力200形電車
帝国電力200形電車（ていこくでんりょく200がたでんしゃ）は、1934年（昭和9年）に帝国電力が導入し、後に函館市交通局（函館市電）の所属となった路面電車である。

## 概要
1934年（昭和9年）の函館大火により多くの車両が焼失し車両不足となった帝国電力が、馬車鉄道時代や電化後の車両増備、車庫火災による車両不足の際にも車両を導入するなど、何かと縁のあった東京市電気局より、余剰となっていた1910年（明治43年）製造または改造の四輪単車1形 (2代)（記号・ヨヘロ）を急遽45両購入したもので、購入後は地元函館船渠で新製された300形や焼失を免れた10形や100形と共に運行に供され、1943年（昭和18年）11月1日に路線とともに函館市に譲渡された。
なお、函館の路面電車車両で「200形」を称したのは本形式が2代目である。
この車両は塗色の関係で『チョコレート電車』の愛称があった。

## 廃車
太平洋戦争後は、戦時中の酷使や木製車体の劣化などの条件も重なり、500形や600形といった大型車が登場するたびに代替廃車の対象となり、1957年（昭和32年）までに全車廃車された。

## ササラ電車への転用
1937年（昭和12年）に244号、245号、242号、243号の4両がササラ電車である排形に改造され、2018年（平成30年）現在も排3号、排4号の2両が冬季の軌道の除雪で使用されている。
出入口のデッキ部分は取り払われ死重が設置され、車体前面にはササラが設置されているほか、客室部分には運転台とササラを駆動するための電動機類が設置され、機器搬出用扉が車体側面に設置されているが、天井には東京市電時代の壁紙が残されているなど、見どころの多い車両である。

## 保存車
保存車はない。